# Desognaphosa kirrama
Desognaphosa kirrama is een spinnensoort uit de familie Trochanteriidae. De soort komt voor in Queensland.